# Kloosterdijk (Bredevoort)
De Kloosterdijk is een straat net buiten het oude centrum van Bredevoort. De straat begint als zijweg van de Bolwerkweg ter hoogte van de begraafplaats. De weg passeert de Oude Scheperweg waar de Kloosterdijk een doodlopende zijtak heeft en halverwege de Pastoorsdijk passeert. De Kloosterdijk zelf loopt door naar buurtschap 't Klooster passeert het kruispunt met de Hoeninkdijk en loopt dan door het Kloosterbos over in de Schaarweg ter hoogte van de Klumperdijk.

## Geschiedenis
Vroeger werd deze weg ter hoogte van de Bolwerkweg Groene Weg of Groene Dijk genoemd. De weg had ter hoogte van de Bolwerkweg oorspronkelijk een oostelijke afslag genaamd Allee die tegenwoordig alleen op luchtfoto's nog herkenbaar in het landschap. De weg is de aloude verbindingsweg van Bredevoort naar het Klooster Schaer. Aan de kloosterdijk staan o.a. het voormalige Café Balke en de rijksmonumentale boerderij Bouwhuis Wever. Maurits van Oranje trok in 1606 met zijn leger over de kloosterdijk naar Groenlo voor het Beleg van Groenlo.
Ambthuiswal · Ambtshof · Bastionstraat · Bleekwal · Boterstraat · Frederik Hendrikstraat · Ganzenmarkt · Gasthuisstraat · Hozenstraat · Izermanstraat · Kerkstraat · Kleine Gracht · Kloosterdijk · Koppelstraat · Kruittorenstraat · Landstraat · Markt · Muizenstraat · Officierstraat · Pater Jan de Vriesstraat ·  Prins Mauritsstraat · Prinsenstraat · Roelvinkstraat · Stadsbroek · Stationsweg · Vismarkt · 't Walletje · 't Zand